# Phase IV
Pour les articles homonymes, voir Phase IV (homonymie).
Pour plus de détails, voir Fiche technique et Distribution.
Phase IV est un film britannico-américain réalisé par Saul Bass, sorti en 1974.
Il s'agit de l'adaptation de la nouvelle Le Royaume des fourmis ou L'Empire des fourmis (Empire of the Ants, 1905) de H. G. Wells, et de la novélisation du scénario signée Barry N. Malzberg sous le titre Phase IV en novembre 1973.

## Synopsis
Ernest D. Hubbs, scientifique issu d'une grande université, découvre que le cosmos influence certaines espèces de fourmis, en Arizona. Celles-ci s'unissent, éliminent leurs prédateurs et construisent des structures inhabituelles. Elles semblent douées d'intelligence et de stratégie. Hubbs s'associe avec son collègue James Lesko pour en faire une étude plus poussée. Ils font évacuer la région, construisent un laboratoire de pointe et commencent à étudier le comportement des fourmis. Le lendemain de l'installation du laboratoire, celles-ci l'attaquent, mais Lesko diffuse un poison jaune qui tue toutes les assaillantes. Quand Lesko et Hubbs sortent, ils découvrent Kendra, une habitante de la région qui n'avait pas été évacuée. Dans l'impossibilité de le faire, puisque coupés du monde, ils la recueillent.
Le film montre ensuite un fragment de poison transporté d'une fourmi à l'autre : toutes celles qui y touchent meurent, mais il parvient finalement à la reine, qui l'absorbe et se met simplement à pondre des œufs jaunes, d'où naissent des fourmis résistantes au poison. Les insectes continuent à assiéger le laboratoire. Puis l'une d'elles détruit le climatiseur. La chaleur coupe les ordinateurs, qui ne fonctionnent alors plus que la nuit, quand la température baisse. Or, ces ordinateurs servent à Hubbs à décoder le langage des fourmis, dans l'espoir de communiquer avec elles. Puis les fourmis envoient un message aux scientifiques. Encore ignorants de ses subtilités, ils le décodent mal et Kendra croit que c'est elle que les fourmis veulent, selon la première interprétation de leur message. Elle quitte alors le laboratoire, se rendant à elles. Hubbs sort à son tour, avec l'intention de tuer la reine, mais les fourmis lui tendent un piège et le tuent. Lesko tente à son tour d'atteindre le centre de la colonie pour la détruire : il y retrouve Kendra vivante et finit par comprendre que les fourmis souhaitent qu'ils se joignent à elles dans l'intention de dominer la Terre[réf. nécessaire].

## Fiche technique
Sauf indication contraire, les informations mentionnées dans cette section peuvent être confirmées par la base de données cinématographiques IMDb,  présente dans la section « Liens externes ».
- Titre original et français : Phase IV
- Réalisation : Saul Bass
- Scénario : Mayo Simon (en), d'après le roman de Barry N. Malzberg
- Musique : Brian Gascoigne
- Décors : John Barry
- Costumes : Verena Coleman
- Photographie : Dick Bush
- Montage : Willy Kemplen
- Production : Paul B. Radin
- Sociétés de production : Alced Productions ; Paramount Pictures (coproduction)
- Société de distribution : Paramount Pictures
- Pays de production :  États-Unis /  Royaume-Uni
- Langue originale : anglais
- Format : couleur (Technicolor) - format 1,85:1 - son Mono
- Durée : 84 minutes
- Dates de sortie :
  - États-Unis : septembre 1974
  - Royaume-Uni : 17 octobre 1974 (Londres)
  - France : 1er octobre 1975
- Classification :
  -  États-Unis : PG
  -  France : interdit aux moins de 13 ans lors de sa sortie puis 12 ans après l'abaissement des paliers d'interdiction en 1989.

## Distribution
- Nigel Davenport (VF : Jean-Claude Michel) : Dr Ernest D. Hubbs
- Michael Murphy (VF : Bernard Murat) : James R. Lesko
- Lynne Frederick : Kendra Eldridge
- Alan Gifford : M. Eldridge
- Robert Henderson : Clete
- Helen Horton : Mildred Eldridge

## Production

### Tournage

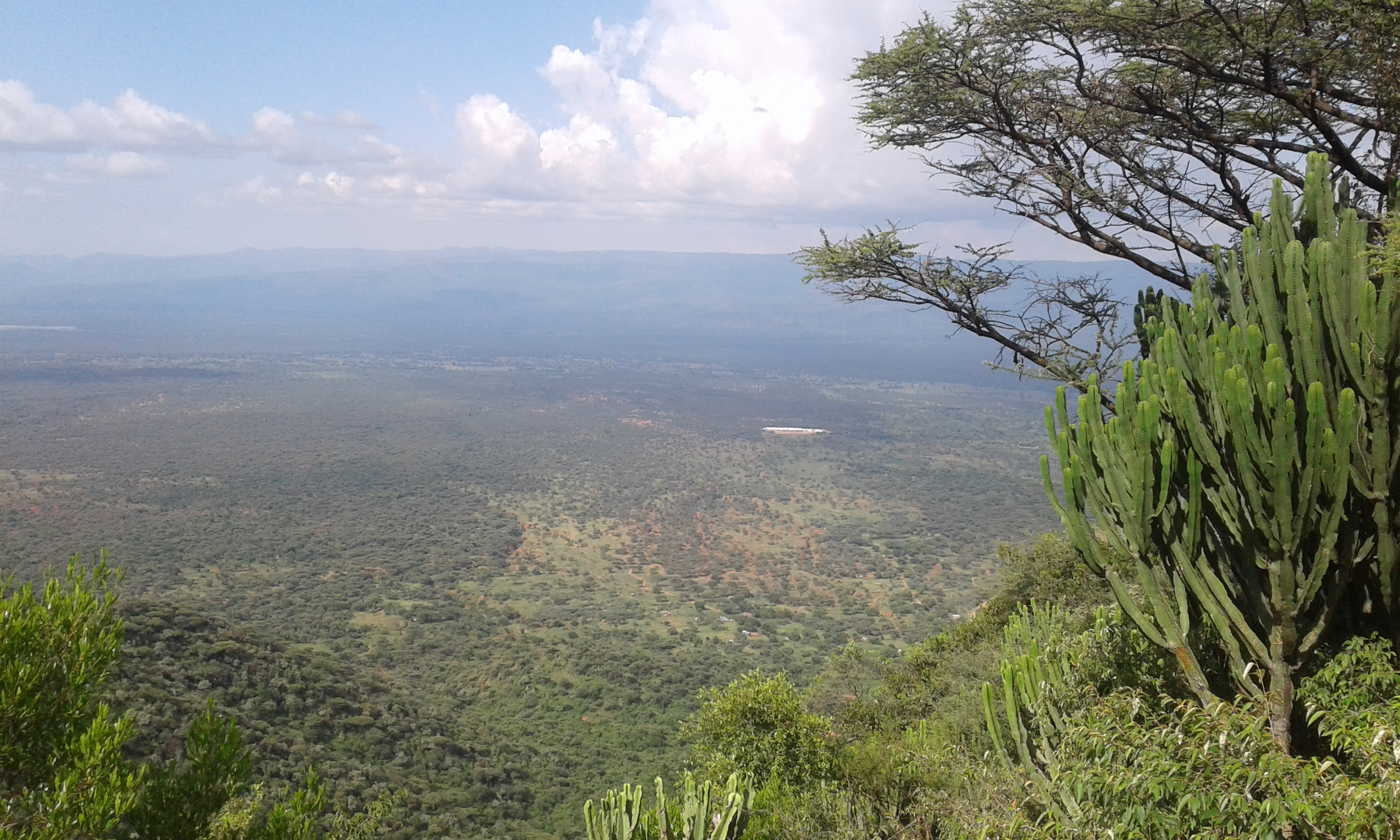
Vue sur la vallée du Grand Rift.

Le tournage a lieu entre le 30 octobre 1972 et en février 1973 à Eloy et Yuma en Arizona, ainsi que dans la vallée du Grand Rift au Kenya pour l'extérieur du dôme et aux Pinewood Studios en Angleterre (Royaume-Uni) pour l'intérieur,.

### Musique
Brian Gascoigne est le chef compositeur et Stomu Yamashta, responsable de la musique dans la dernière séquence du film, étant coupée lors de la sortie en salle. David Vorhaus et Desmond Briscoe composent la musique électronique. Waxwork Records sort la bande originale en mars 2015, dans laquelle n'y est pas incluse la musique de la dernière séquence coupée de Stomu Yamashta :
Liste de pistes
1. Phase I (08:07)
2. Phase II (08:27)
3. Phase III (08:15)
4. Phase IV (07:36)

## Distinction

### Récompense
- Festival international du film fantastique d'Avoriaz 1975 : prix spécial du jury

## Autour du film
- Ce film est le seul long métrage réalisé par Saul Bass.
- Ce film marque les retrouvailles de Nigel Davenport et Lynne Frederick, après Terre brûlée.
- En 1971, la fiction documentaire The Hellstrom Chronicle (Des insectes et des hommes), écrit par David Seltzer et dirigé par Walon Green présentait déjà les insectes de façon inquiétante en les filmant suivant des angles et des techniques comparables.
- Pourtant notoire concepteur de nombreuses affiches de cinéma, Saul Bass ne fut pas convié à réaliser celle de son propre film, les producteurs lui ayant préféré un affichiste exploitant un plus conventionnel motif de "film catastrophe avec monstres" sans rapport avec le ton global de l'œuvre : une main crispée, cernée d'une effrayante horde d'insectes semant le chaos et percée dans sa paume par une fourmi a priori avide de chair humaine.